# Resolució 1083 del Consell de Seguretat de les Nacions Unides
La Resolució 1083 del Consell de Seguretat de les Nacions Unides fou adoptada per unanimitat el 27 de novembre de 1996. Després de recordar totes les resolucions sobre la situació a Libèria, particularment la 1071 (1996), el Consell va prorrogar el mandat de la Missió d'Observació de les Nacions Unides a Libèria (UNOMIL) fins al 31 de març de 1997 i va discutir assumptes relacionats amb la UNOMIL.
El Consell de Seguretat va assenyalar que els grups de Libèria havien continuat violant l'alto el foc. Va donar la benvinguda al procés de desarmament, d'acord amb l'acord d'Abuja, i a totes les parts participar com anteriorment s'havia acordat.
Es va demanar a tots els grups que cessessin les hostilitats de forma immediata, completessin el desarmament de manera oportuna i defensessin l'acordat per la Comunitat Econòmica dels Estats de l'Àfrica Occidental (ECOWAS) en una reunió d'agost de 1996. Aquesta última va ser important perquè les eleccions de 1997 continuïn tal com estava previst, i es va instar a la comunitat internacional a donar suport als projectes de treball i formació a Libèria per garantir la seva rehabilitació. El Consell de Seguretat també va condemnar en els termes més durs la formació i el desplegament de l'ús militar dels nens soldats i va exigir que tots els nens soldats fossin desmobilitzats. Es van condemnar els atacs al Grup de Monitorització de la Comunitat Econòmica d'Estats d'Àfrica Occidental (ECOMOG), a la UNOMIL i a les agències d'ajuda humanitària i es va subratllar la importància dels drets humans.
A més, es va demanar a tots els països que observessin estrictament l'embargament d'armes contra Libèria imposat a la Resolució 788 (1992) i denunciar-ne les violacions al Comitè establert a la Resolució 985 (1995). Finalment, es va demanar al Secretari General Boutros Boutros-Ghali que presentés un informe sobre el progrés abans del 31 de gener de 1997 amb recomanacions sobre el possible suport de les Nacions Unides a les eleccions de 1997.